# K2-3c
قالب:Planetary radius
K2-3c ويعرف أيضاً باسم EPIC 201367065 c هو كوكب خارج المجموعة الشمسية يدور حول النجم K2-3 وهو قزم أحمر مرة كل 24 يوماً ويبعد 137 سنة ضوئية. كثافته تبلع 1.82غم/سم3 ما يشير إلى أنه يمكن أن يكون قزم غازي أو نبتون صغير، وهو أحد أصغر الكواكب الغازية المكتشفة حتى الآن. على الرغم من عدم كونه أصغر كوكب في النظام من حيث نصف القطر،  إلا أنه من حيث الكتلة يُعتبر إلى حدٍ بعيد الأقل كتلة، إذ أن كتلته ضعف كتلة الأرض.